# Distretto di Mahendragarh
Il distretto di Mahendragarh è un distretto dell'Haryana, in India, di 812 022 abitanti. È situato nella divisione di Gurgaon e il suo capoluogo è Narnaul.